# ORANGE (電気グルーヴのアルバム)
『ORANGE』（オレンジ）は、日本の音楽ユニットである電気グルーヴの7枚目のオリジナル・アルバム。
1996年3月1日にキューン・ソニーレコードよりリリースされた。前作『VITAMIN』（1993年）からおよそ1年振りにリリースされた作品であり、作詞は石野卓球およびピエール瀧、作曲は石野および瀧、砂原良徳、プロデュースは電気グルーヴ名義となっている。
前2作では収録曲の半数近くがインストゥルメンタルとなっていたが、本作では1曲を除いてすべての楽曲が歌入りとなっている。石野は本作において最も苦労した部分は下地となったインストゥルメンタルに歌詞を馴染ませることであったと述べている。本作では曲作りの大半がスタジオ内で行われており、楽曲の構想が出来上がった段階でデモテープの制作やプリプロダクションを行わずにそのままレコーディングが行われた。
本作からはNHK総合音楽番組『ポップジャム』（1993年 - 2007年）のオープニングテーマとして使用された「誰だ! (Radio Edit)」がリカットされた。本作はオリコンアルバムチャートにおいて最高位第10位となった。

## 背景
6枚目のアルバム『DRAGON』（1994年）リリース後、電気グルーヴは同作を受けたコンサートツアー「たんぽぽツアー」を同年12月5日の仙台サンプラザ公演を皮切りに、12月26日の横浜アリーナ公演まで7都市全7公演を実施した。当初のツアー名は「元祖生理用ショーツに陰茎ねじこみ健康法」であったが却下され、サブタイトルとして使用されることになった。ツアー最終日となった横浜アリーナ公演は電気グルーヴ史上で最大の規模となったが、これまでのツアーにおける心身の辛さによって「変わらなきゃ」との思いを抱き石野卓球は頭をスキンヘッドにしていた。1995年1月21日には12インチ・シングル「DRAGON EP」、4月21日には6枚目のシングル「虹」をリリース。6月8日にリリースされたオムニバス・アルバム『今夜は“ラップ”ダヨネ』において石野はピエール瀧と結成したユニット「人☆生」の名義で楽曲「四番打者なのだ!」にて参加、7月1日にリリースされたカラオケ版『今夜は“ラップ”が入ってないんダヨネ』には同曲のトラックのみが収録された。7月20日放送のNHK BS音楽番組『ASIA ライブ』（1995年 - 1996年）において公開収録が行われ、五島良子をゲスト・ボーカルに迎えて「虹」を披露した。8月2日には石野による『DOVE LOVES DUB』、瀧による『MECHANO』、砂原良徳による『CROSSOVER』など各メンバーのソロ作品に加え、未発表テイクなどを収録したスペシャル8センチCDが同梱されたボックス・セット『PARKING』がリリースされた。
8月20日には大阪万博公園おまつり広場においてイベントライブ「10th Anniversary 野グソ飛ばし大会」の関西大会が開催され、五島をゲスト・ボーカルに迎えて「虹」が披露された他、漫画家の天久聖一をゲストに迎えての「モテたくて…」、鼓笛隊、神輿、新郎新婦など豪華エキストラを迎えた「ポマト」などが披露された。8月27日には日比谷野外音楽堂においてイベントライブ「10th Anniversary 野グソ飛ばし大会」の関東大会が開催された。9月1日には『PARKING』に収録された各メンバーのソロ作品が個別に単品として再リリースされた。10月20日に石野はシンガーソングライターである岡村靖幸の楽曲のリミックスを担当、1996年2月21日にはフィラ「ボディーボード」のCM用の楽曲をレコーディングし、ナレーションを瀧が担当した。2月24日から27日にかけて、石野および砂原は韓国のポンチャック歌手である李博士のリミックス作業を行うものの、後に石野は「パクサをやってつくづく思ったのは、面白い素材はいじらないで、そのままのほうがいいってこと。珍獣は珍獣のまま、そっとしておくべき」と述べ、瀧は「そうそう、ナマで食べるに限るってこと」と述べている。

## 録音、制作
本作の曲作りは1995年10月11日から17日にかけて山中湖のスタジオに合宿の形で行ったものの、スタジオから抜け出して甲府市に遊びに行くことや、牧場に卵を拾いに行くなどの行為により遅々として進まず、結果として「誰だ!」および「スコーピオン」の2曲しか出来上がらず、メンバーによる印象は「とにかく寝た」というものであった。また瀧が打ち込みを行っていたハードディスク・サンプラーを石野が誤ってフォーマットしてしまい、石野は「オイ! 瀧! なんかチリチリいってるぞ!」と発言した。本作のレコーディングは11月6日から12月27日にかけて、ソニー・ミュージック信濃町スタジオにて行われた。本作のレコーディングに関する感想として、石野は「瀧のギャグが聴けて面白いな、みたいな（笑）……1人でやらなくていいから楽だ、というのはあるかな」と述べ、砂原は電気グルーヴは基本的に分業制度になっているもののその分仕上げが困難であると述べた上で、本作では共同作業が行われているため「以前と変わったのは、何曲かは3人で作ったりしたことですね。僕も歌ってるし」と述べている。前作完成後に次作では歌を多く入れる方向性で検討はしており、曲作りの合宿では結果として楽曲がほとんど制作できなかったものの、スタジオ入り後に14曲程度の楽曲が制作された。石野によれば過去作においてはある程度の段階までデモテープ制作やプリプロダクションを合宿で完了させ、スタジオ入り後にもう一度録り直しを行うという作業が1か月間に亘って行われるものであったが、これに関して石野は「それだと何か面白味に欠ける感じがしたんですよ。だったらスタジオの中で遊びながら作った方がいいんじゃないかって」と述べ、本作では楽曲の構想が出来た段階でそのままレコーディングを行う形で作業が行われた。
メンバー間の話し合いにおいて、本作ではすべての楽曲にボーカルを挿入するという提案が出され、3人の共通項を探った結果インストゥルメンタルではない方向性が打ち出された。レコーディングでは最初にリズム制作が行われ、パターンはほとんどローランド・TR-909を使用して制作していると石野は述べている。TR-909を使用する理由について、石野は「単純にラクだからです。で、キック、ハイハット、スネアとかって作っておいたものを、後でそれぞれサンプラーの音に差し替えていく。それで大体8～16小節くらいのループを組んで、さらに上モノとかを乗せていって。程よいところでマルチに全部録って……遊んで（笑）。気が付くとできてるという」と述べている。同様の質問に対して砂原は「まず何となく頭でテンポを決めて。で、やっぱりリズム・トラックから手を着けていきます。僕は最初からサンプルで作るんですけどね。それで、リズムを組んだら、今度は上モノのサンプル。これは結構フレーズで録ったりもしてて。その辺はテンポに合わせてハーモナイザーで調整したりして。で、ループが組めるようなパターンがいくつかできたら、マルチに録って。卓の前に行って、ミュートとかやってっていう」と述べている。またリズム関連で元ネタが全く分からないようなサンプル音が入っていることについて、石野は「それもはやりなんだ、ウチらの。それもノイズ系のレコードとか、意外なところから持って来るのが面白かったりする。取りあえず片っ端から録っていくんですよ。レコードをかけてギュッと手で止めたやつとか、回したやつとか」と述べている。ボーカルを多く取り入れた構成については歌詞の存在が大きいと石野は述べた上で、「言葉……日本語ってすごく深くきたりするじゃないですか。普段インストばかり聴いてる人がこれを聴いてどういう反応するのか興味ありますね」と述べている。本作においてはボーカルをカラオケに馴染ませる作業を意識して行っており、石野は「オケがあって、それにブラス、リード・ボーカルが乗ってるっていうパターンだと、それこそ『ビタミン』とか『ドラゴン』の前にやってたことと変わりないんで」と述べた他、ボーカル部分を加工して歪ませることや歌い方を変えることなどを試しており、志村けんなど有名人のものまねで歌うことなども試したと述べている。
石野から「瀧のボーカル録るのってどうなの?」、砂原から「声を録る感覚か、もっとネタ的に面白いものを録る感覚か、歌を録る感覚なのか?」と問われたレコーディング・エンジニアの松本靖雄は、「動物の鳴き声かな（笑）」と回答している。松本は電気グルーヴのレコーディングにおいて最も重要なものはコンプレッサーであると断言しており、「録り音が勝負なんで。今回のアルバムも、エフェクト的にはそんなに変わってません」と述べている。また初期の段階では最終形が見えていないこともあり、ミキシングにおいて音を追加するなどミキシングで突き詰めた楽曲が多いと松本は述べている。使用するトラック数は24から32，3程度あり、石野は途中で転調するすることを考慮して最初の録音の段階でキー違いの音源も同時に録音しておくと述べた他、初期段階ではほとんどループになっておりどの部分で展開するかは決めていないとも述べており、松本は歌についても5小節目から録り全体の構成が見えた後にミキシング時に後からはめ込む形で行っていると述べ、これを聴いた砂原は「ひどいレコーディングだ（笑）」と述べている。前作と比較した上でのリズムの変化について、松本によれば砂原はキックドラムやスネアドラムについて汚れた感じの音を使用しており、石野はベースの音域が下がったことが本作の特徴であると述べている。サンプラーをメインとしたレコーディングにおけるサウンド的な問題点について、松本はサンプラーに取り込まれた音は潰され過ぎてレンジ感が狭くなる傾向にあり、最終的にレンジ感を広く聴かせることが困難になることを挙げている。本作は2か月間に亘ってレコーディングが行われており当時の時点で過去最長となったが、進め方の問題もあり最終形が見えないまま進めたことから終了後に石野は「ホッとしたというのが一番の感想ですね」と述べている。レコーディング終了後の12月28日から31日にかけて、メンバーは広告およびツアー・パンフレット用写真の撮影のためグアムに滞在した。

## 使用機材と歌詞
本作のレコーディングではローランド・TR-909やローランド・Juno-106、ドイプファーのドイプファー・MS-404の他にサンプラーが多かったと砂原は述べた他、前2作よりも機材は減っているとも述べている。本作ではAkai S1000およびAkai S3200がサンプラーとして使用され、コルグ・DSM-1はサンプルをしなくてもレートが落ちるためエフェクター的な方法で使用したと砂原は述べている。ミュージックシーケンサーは砂原がVision、石野がCubaseを使用しており、石野はスタジオに持ち込む機材はS1000およびS3200、MS-404、ローランド・MKS-80、ローランド・JD-990、ローランド・JV-1080であり、「それ以上持ってっても使わないんですよ」と述べている。シンセサイザーの音色による使い分けについて、石野はMS-404があれば問題ないという考えに変化したと述べており、シンセサイザーに対するこだわりはあまり無いと述べている。リズム・トラックの音作りの変化について、石野はリズムの打ち込みの考え方が変化したことが影響していると述べた他に、グルーブ・クオンタイズやループの組み方などもわざとずらしていると述べている。
本作の作詞について前作までとの大きな違いとして、石野は「瀧と笑いながら作ったのが違いかな（笑）」と述べており、グループ内における共通言語があるために言葉の良し悪しの判断が容易であることが自慢であるとも述べている。石野は本作においてまともに歌っている楽曲は1曲もないと述べた他に、前2作においてインストゥルメンタルが多かったことから本作ではインストゥルメンタルに歌を馴染ませる作業が最も苦労した部分であるとも述べている。普通に歌った場合は歌がメインとなり音がバック演奏のようになってしまうことから、結果として歌部分を歪ませるのが最も馴染む方法であったと石野は述べている。石野は過去においてレコーディング前に何らかの影響を及ぼす出来事があったと述べた上で、本作ではそのような出来事は起こらず淡々とレコーディングが行われたために「結果的にはすごく“素”のアルバムなんですよね」「それが全体に漂ってるんじゃないかなぁ?」と述べている。またインタビュアーから「今回は3人でやること自体が事件だった?」と問われた石野は「そうかもしれないな」と回答、砂原は「僕も同じような意見ですけど、スタジオにどう臨むか、どう対応するかを考え直してみたいですね。能率や手法にもね。良くも悪くもスタジオ慣れしてしまったんで」と述べている。本作について石野は「意外に“濃い”アルバムになってた。果たしてここまで濃い味のものを欲してる人がいるのかという（笑）」とコメントした他、本作を友人に聴かせた感想として「まちまちですね。すごく喜んでくれる人と受け付けない人と。でも基本的に女の子はダメです。それは明らかに言えますわ。男でちょっと下品なヤツはすごい好きみたいですけど。昨日もね、言ってたんだけど、これって“部室”のノリなんですよ。だから女の子が嫌がるのも当然ですよね。汗臭いし、もやもやした性欲は渦巻いてるし（笑）」ともコメントしている。

## 楽曲
1. 「ママケーキ」 - MAMACAKE
砂原が電気グルーヴの楽曲で歌っている数少ない作品。9枚目のシングル「ポケット カウボーイ」（1997年）などの例外を除けば、公式曲で唯一メンバー3人（当時）全員に歌パートがある。
2. 「誰だ!」 - DAREDA!
7枚目のシングルとしてリカットされた。詳細は「誰だ! (Radio Edit)」の項を参照。
3. 「キラーポマト」 - KILLER POMATO
以前にシングル「虹」のカップリング曲として収録された「Pomato」の別バージョン。
4. 「VIVA! アジア丸出し」 - VIVA! ASIA MARUDASHI
岡村靖幸が前半部分にスキャットで参加している。
5. 「なんとも言えないわびしい気持ちになったことがあるかい?」 - NANTOMOIENAI WABISHIIKIMOCHININATTAKOTOGAARUKAI?
ピグがサンプリングされている。
6. 「ポパイポパイ」 - POPAIPOPAI
7. 「反復横飛び」 - REPETITION SIDE STEP
アナウンサーである徳光和夫がゲスト参加し、臨時ニュースをアナウンスしている。
8. 「スコーピオン」 - SCORPION
セルフ・トリビュート・アルバム『The Last Supper』（2001年）に「スコーピオン2001」というタイトルでリメイク・バージョンが収録された。
9. 「スマイルレス スマイル」 - SMILELESS SMILE
後にリリースされたベスト・アルバム『SINGLES and STRIKES』（2004年）のライナーノーツにおいて、石野は「そもそも『ORANGE』はフザけた曲ばかりなんだけど、コレだけ特異で」と述べており、瀧は「イチ押し」の楽曲であると述べている[11]。ライブにおける定番曲にもなっているが、ライブの際に石野と瀧でのハーモニーが上手く行かず、瀧が毎回石野のキーで歌ってしまうため石野が瀧のキーに移行するものの、瀧がさらに移行後の石野のキーになってしまうため再び石野は自身のキーで歌うことになると述べている[12]。また曲の中盤には瀧は歌わなくなり、本来歌うべき箇所でステージ前方に出て踊りでごまかす行為を行っていると石野に指摘されている[13]。本曲がライブの定番曲になっていることについて石野は、曲にムードがあることやダブの要素があることが特徴であり流れの転換の際に重宝する楽曲であると述べた他、本作収録曲の中で唯一本音を歌ってる楽曲であると述べている[13]。
10. 「Tシャツで雪まつり Including 燃えよドラゴンのテーマ」 - T-SHIRT DE YUKIMATSURI
間奏のメロディは映画『燃えよドラゴン』（1973年）のメインテーマの主旋律から引用している。

## リリース、批評、チャート成績
| 専門評論家によるレビュー | 専門評論家によるレビュー |
| レビュー・スコア         | レビュー・スコア         |
| 出典                     | 評価                     |
| ------------------------ | ------------------------ |
| CDジャーナル             | 肯定的                   |

本作は1996年3月1日にキューン・ソニーレコードからCDおよびMDにてリリースされた。CD帯に記載されたキャッチコピーは「押忍、軽くキちゃってます。」となっているが、メジャー・デビューから前作に至るまでのキャッチコピーはすべてディレクターによるものであり、本作において初めてメンバーの意向が反映されたキャッチコピーが使用された。本作が「キちゃってる」作品であるか問われた石野は「いやあ、キちゃってないですよ、そんなに（笑）。キちゃってるってもっと深いよ」と述べている。
同年3月4日放送の日本テレビ系音楽番組『ミュージックパーク』（1995年 - 1998年）にて公開ライブが行われ、Shibuya O-EASTにてコンサートツアーに先駆ける形で本作収録曲を中心とした演奏が行われた。本作からは5月22日にNHK総合音楽番組『ポップジャム』（1993年 - 2007年）のオープニングテーマとして使用された「誰だ! (Radio Edit)」がリカットされた。1996年5月31日には本作収録曲のリミックス・バージョンが収録された『ORANGE REMIXIES』がファイルレコードのYum Yum Vinylレーベルからアナログ盤にてリリースされた。
音楽情報サイト『CDジャーナル』では、電気グルーヴのメンバーはソロ作品のリリースでガス抜きが出来たのではないかと推測、前作と比較した上で「深夜放送系のみみっちいネタがずいぶんと復活」と指摘、岡村靖幸など「異色ゲスト」の参加にも触れ「バックはタイトなテクノのまま、こんだけ貧乏臭い歌を聴かせるってのもちょっとスゴい」と肯定的に評価した。本作はオリコンアルバムチャートにおいて最高位第10位の登場週数8回で売り上げ枚数は11.3万枚となった。本作の売り上げ枚数は電気グルーヴのアルバム売上ランキングにおいて第4位となっている。本作は2021年に実施されたねとらぼ調査隊による電気グルーヴのアルバム人気ランキングにおいて第7位、2022年に実施された同ランキングでは第4位となった。

## アートワーク
本作のジャケットは色によって決定されており、過去の流れから「今度はナニ色かな?」という発想からオレンジに決定された。ジャケットをオレンジ色にすることで「ORANGE」という言葉を入れなくても成立すると石野は考え、瀧は話し合いの中で「どうせ『電気グルーヴのあの赤いやつ、青いやつ』って言われるようになるんだろうから、じゃあ最初からオレンジでいいじゃんみたいな」というやり取りがあったと述べている。また石野はスタジオ内でレースゲームをプレイしていた際に、砂原が「がんばれ、青いの!」と発言したことが切っ掛けでオレンジに決定したとも述べている。本作のCDケースのトレイ内部の背表紙内側部にJR東海道線の車両イラストおよび「ベランダで見てる イガグリを投げる 大学を出てる」というキャッチコピーが記載されており、表ジャケット内部の日本列島のイラストについて瀧は、「アルバムが結果的にドメスティックな内容になったもんだから、それに合うイメージ」で決定したと述べている。前2作は海外シーンを意識した作風であり、外国人が聴いても同時代性を感じ取れるシリアスなものであり、本来であればそれらの作品の延長線上にある作品を検討していたものの結果としてはそうはならず、当時の電気グルーヴがグループとしても行き詰まりを感じていたことなどもあり、これについて瀧は後年「なんか抜けがあまり良くないというか。その分籠ってておもしろいんだけど」と述べている。石野は本作のアートワークについて「これしかないようなもの」であると述べ、安っぽくならないようにバーコ印刷にしたことのみが特徴的な部分であり、日本列島のイラストに記載された恐山の表記も話し合いの中で生まれたアイデアであり深い意味はないと述べている。本作のアートワークはデザイナーの山下泰誕が担当しているが、石野は山下に依頼するパターンはメンバーによるコンセプトが確立している場合のみであり、イメージを確定してから提示しその反応によってデザインを決定する流れになっていると述べている。山下はどのようにロゴマークをズラして配置するかについてもメンバー側から整然とした明確な指示があったと述べており、ズラし方を変えたパターンを数種類制作しメンバー側に選定を依頼したと述べている。また背表紙裏側の東海道線車両のためだけに通常の4色を使用しており、一見するとシンプルなオレンジ色とバーコ印刷によるジャケットではあるもののかなりコストパフォーマンスが高くなっているものであると山下は述べている。

## ツアー
本作を受けたコンサートツアーは「ツアーめがね」と題し、1996年3月11日の宇都宮市文化会館公演を皮切りに、4月23日の日本武道館公演まで21都市全21公演が実施された。3月8日には三郷市文化会館にて同ツアーのゲネプロが行われ、終了後に急遽ツアーにおける曲順の入れ換えが決定されたため砂原はスタジオに直行することになった。3月22日の静岡市民文化会館 中ホール公演には石野の祖母が来場、当日に砂原は瀧の実家に宿泊したものの就寝中に瀧の父によって財布を抜き取られていた。3月19日の神奈川県民ホール公演までは自主的にイベント制作を行うような形で楽しくツアーを遂行していたが、3月26日の広島厚生年金会館公演後の打ち上げ時、自身が女性に好かれていないことに気付いた瀧が暴れだす事態となり、石野はこの件について「ここから始まったんだ。ダーク・ツアーの幕開けが……」と述べている。3月29日の福岡サンパレス公演と同日、2年間マネージャーを務めた土井聡が辞職することになった。4月1日の高松市民会館公演の本番前に石野は散歩に出かけたものの道に迷い、会場まで携帯電話で誘導されて開演5分前に辿り着く事態となった。4月4日の大阪厚生年金会館 大ホール公演時に高熱を出していた瀧であったが、公演終了後に名古屋に移動して日本テレビ系深夜番組放送枠『どんまい!! VARIETYSHOW&SPORTS』（1994年 - 1997年）の番組『ここにシャチあり!』の第1回に出演した。4月7日の京都会館第一ホール公演では3時間の公演時間の内、半分以上の時間がMCに充てられるという異例の展開となり途中からステージ上に椅子が用意された。4月12日の伊勢崎市文化会館公演では本番中に機材トラブルにより演奏中止となり、中盤のセットリストがカットされる事態となったため自他共に認める「最悪のライブ」となった。4月21日の富山県民会館公演において、富山県においてロカビリーが盛んであったため砂原は髪型をリーゼントにして登場した。ツアー最終日となる4月23日の日本武道館公演終了後、楽屋でトラブルが発生し石野および瀧は男泣きをする事態となり、深夜に大暴れした瀧は翌24日の日中に世田谷公園のベンチで目を覚ました。

## 収録曲

### CD, MD
- CD付属の歌詞カードに記載されたクレジットを参照[21]。また、7曲目はインストゥルメンタルとなっている。

| #         | タイトル | 作詞                 | 作曲                       | 時間  |
| --------- | --- | -------------------- | -------------------------- | ----- |
| 1.        | 「ママケーキ」(MAMACAKE)                                                                                    | 石野卓球、ピエール瀧 | 砂原良徳                   | 6:34  |
| 2.        | 「誰だ!」(DAREDA!)                                                                                          | 石野卓球、ピエール瀧 | 石野卓球                   | 6:54  |
| 3.        | 「キラーポマト」(KILLER POMATO)                                                                             | 電気グルーヴ         | 電気グルーヴ               | 5:05  |
| 4.        | 「VIVA! アジア丸出し」(VIVA! ASIA MARUDASHI)                                                                | 石野卓球             | 石野卓球                   | 7:06  |
| 5.        | 「なんとも言えないわびしい気持ちになったことはあるかい?」(NANTOMOIENAI WABISHIIKIMOCHININATTAKOTOWAARUKAI?) | 石野卓球             | 石野卓球                   | 5:15  |
| 6.        | 「ポパイポパイ」(POPAIPOPAI)                                                                                | ピエール瀧           | ピエール瀧                 | 5:05  |
| 7.        | 「反復横飛び」(REPETITION SIDE STEP)                                                                        |                      | 石野卓球                   | 5:28  |
| 8.        | 「スコーピオン」(SCORPION)                                                                                  | ピエール瀧           | 砂原良徳                   | 5:06  |
| 9.        | 「スマイルレス スマイル」(SMILELESS SMILE)                                                                  | 石野卓球             | 石野卓球                   | 7:39  |
| 10.       | 「Tシャツで雪まつり Including 燃えよドラゴンのテーマ」(T-SHIRT DE YUKIMATSURI)                              | ピエール瀧           | 電気グルーヴ、ラロシフリン | 5:17  |
| 合計時間: | 合計時間:                                                                                                   | 合計時間:            | 合計時間:                  | 59:29 |

### ORANGE REMIXIES
| #         | タイトル                              | 作詞         | 作曲         | リミックス   | 時間  |
| --------- | ------------------------------------- | ------------ | ------------ | ------------ | ----- |
| 1.        | 「SCORPION」(OMOIDE HATOBA REMIX)     | ピエール瀧   | 砂原良徳     | 想い出波止場 | 10:00 |
| 2.        | 「KILLER POMATO」(GREEN VELVET REMIX) | 電気グルーヴ | 電気グルーヴ | Green Velvet | 7:35  |
| 合計時間: | 合計時間:                             | 合計時間:    | 合計時間:    | 合計時間:    | 17:35 |

| #         | タイトル                                   | 作詞         | 作曲         | リミックス   | 時間  |
| --------- | ------------------------------------------ | ------------ | ------------ | ------------ | ----- |
| 1.        | 「KILLER POMATO」(GREEN VELVET FUNK REMIX) | 電気グルーヴ | 電気グルーヴ | Green Velvet | 5:17  |
| 2.        | 「REPETITION SIDE STEP」(ORIGINAL MIX)     |              | 石野卓球     |              | 9:17  |
| 合計時間: | 合計時間:                                  | 合計時間:    | 合計時間:    | 合計時間:    | 14:34 |

## スタッフ・クレジット
- CD付属の歌詞カードに記載されたクレジットを参照[21]。

### 電気グルーヴ
- 石野卓球 – ボーカル、プログラム[22]
- ピエール瀧 – ボーカル、プログラミング[22]
- 砂原良徳 – プログラム[22]

### 参加ミュージシャン
- 徳光和夫 – ボイス（7曲目）
- 岡村靖幸 – ボイス（4曲目）
- 秋元薫 – ボイス（9曲目）

### 録音スタッフ
- 電気グルーヴ – プロデューサー、ミキシング・エンジニア
- 安部良一 – ディレクター
- 松本靖雄 – エンジニア、ミキシング・エンジニア
- 高橋令林 – アシスタント・エンジニア
- 白井嘉一郎 – アシスタント・エンジニア
- 土井聡 – マネージメント
- 畑信弘 – A&R

### その他スタッフ
- 山下泰誕 – アート・ディレクション
- 石井俊雄 – エグゼクティブ・プロデューサー

## チャート
| チャート         | 最高順位 | 登場週数 | 売上数   | 出典  |
| ---------------- | -------- | -------- | -------- | ----- |
| 日本（オリコン） | 10位     | 8回      | 11.3万枚 | [ 3 ] |

## リリース日一覧
| No. | リリース日    | レーベル                       | 規格         | カタログ番号 | 備考                                                  | 出典          |
| --- | ------------- | ------------------------------ | ------------ | ------------ | ----------------------------------------------------- | ------------- |
| 1   | 1996年3月1日  | キューン・ソニー               | CD           | KSC2 142     |                                                       | [ 14 ] [ 23 ] |
| 2   | 1996年3月1日  | キューン・ソニー               | MD           | KSY2 2049    |                                                       | [ 24 ] [ 25 ] |
| 3   | 1996年5月31日 | キューン・ソニー               | EP           | 16YUM-004    | 『ORANGE REMIXIES』としてリミックス・バージョンを収録 | [ 16 ]        |
| 4   | 2004年11月4日 | ソニー・ミュージックレーベルズ | ロスレスFLAC | -            | デジタル・ダウンロード                                | [ 26 ]        |
| 5   | 2020年6月19日 | キューン・レコード             | AAC-LC       | -            | デジタル・ダウンロード                                | [ 27 ]        |